# Хуан Гуальберто Гонсалес
Хуан Гуальберто Гонсалес Берхес (ісп. Juan Gualberto González Berges; 12 липня 1851 — 30 липня 1912) — парагвайський державний діяч, президент Парагваю.

## Біографія
Народився 1851 року в Асунсьйоні. Під час Парагвайської війни пішов до армії, був військовим лікарем, потрапив у полон разом із Хуаном Баутістою Хілем. У 1869 повернувся до Асунсьйона, зайнятого бразильськими військами. Згодом вступив до масонської ложі, зайнявся політикою. У 1877 став одним із засновників «Національної республіканської асоціації». 1881 року очолив міністерство юстиції.
У 1890 Хуан Гуальберто Гонсалес був обраний президентом Парагваю. Під час його правління продовжувала поглиблюватися банківська криза, яка почалася ще за адміністрації його попередника. 1891 року відбулася спроба державного перевороту. Уряд продовжував серйозно займатися питаннями освіти: у 1892 році було відкрито військове та сільськогосподарське училища, і набрав чинності закон про середню та вищу освіту, а в 1893 році були присуджені перші вчені ступеня в галузі права та соціальних наук. За правління Гонсалеса в Парагваї було офіційно ухвалено аргентинський Комерційний кодекс.
9 червня 1894 року в президентський офіс з'явилася делегація з Руфіно Масо, Еусебіо Монхелоса та Руфіно Кареагі, і від імені генерала Хуана Баутісти Еґускіси вимагала, щоб Гонсалес подав у відставку. Гонсалес відмовився і був доставлений до казарм, де на нього чекали генерали Егускіса і Кабальєро, а Конгрес передав президентські повноваження віцепрезиденту Маркосу Моріньїґо.